# Gustav Klimt
Gustav Klimt (14. července 1862 Baumgarten u Vídně, nyní součást Penzingu – 6. února 1918 Vídeň) byl rakouský malíř žijící převážně ve Vídni.

## Život
Otec Ernst Klimt, zlatník a rytec pocházející z Travčic u Litoměřic, připravoval své syny na zlatnické povolání, ale Gustav projevoval výrazné kreslířské nadání a ve čtrnácti letech úspěšně absolvoval přijímací zkoušku na Kunstgewerbeschule, vídeňskou uměleckoprůmyslovou školu. Zároveň studoval malířství v ateliéru Ferdinanda Laufbergera a po jeho smrti pokračoval u profesora Bergera. Roku 1877 začal na stejné škole studovat i jeho bratr Ernst, a to byl začátek jejich vzájemné spolupráce. Bratři Klimtové si spolu se svým kolegou ze studií Franzem Matschem otevřeli v roce 1883 ve Vídni umělecký dekoratérský ateliér. Často pak oba bratři Klimtové i Matsch spolupracovali například s věhlasným architektonickým ateliérem Fellner a Helmer – díky tomu se podíleli třeba i na výzdobě divadla v Karlových Varech nebo v Liberci. Pro liberecké divadlo vytvořil dodnes sloužící malovanou oponu.

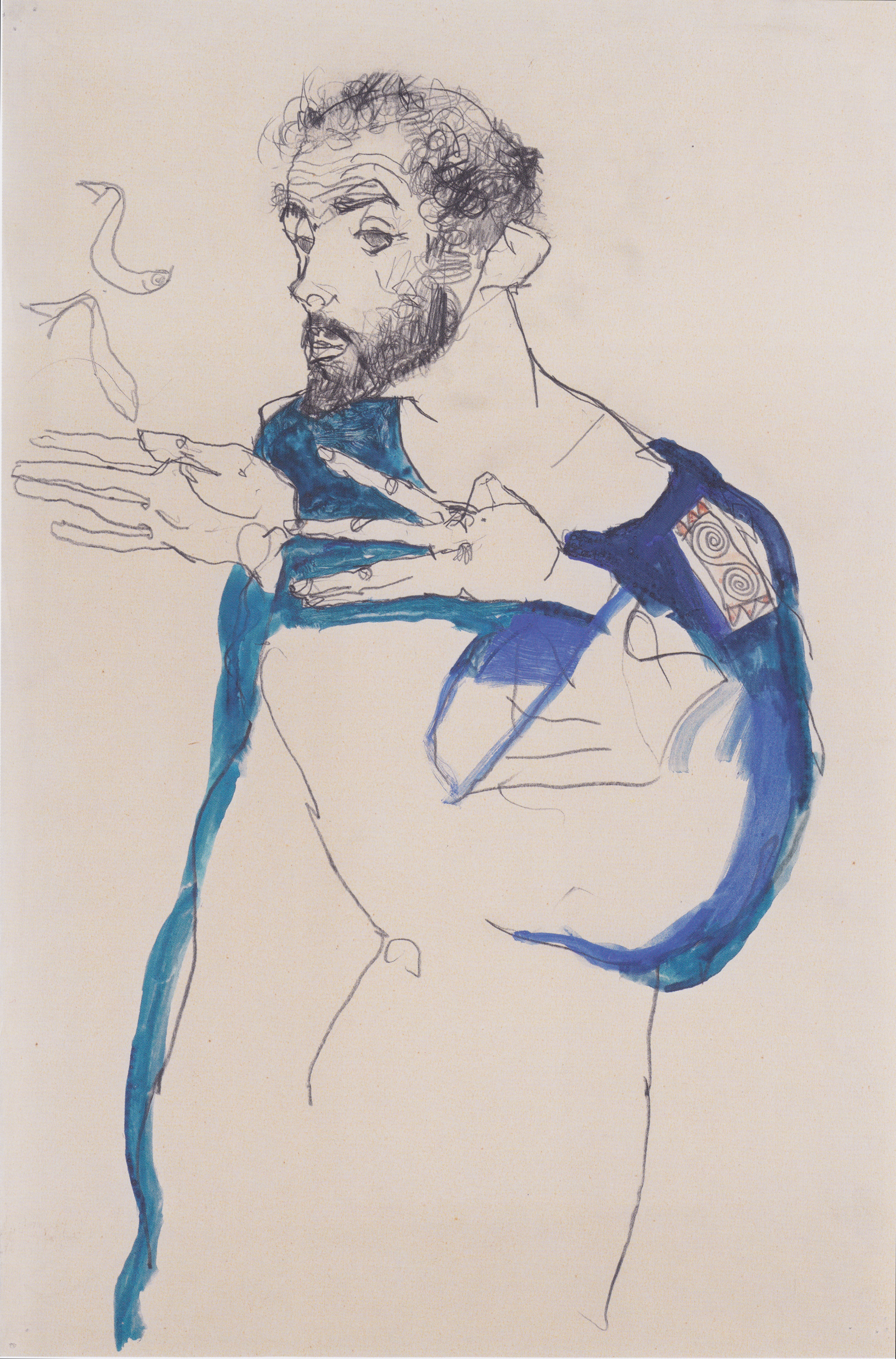
Egon Schiele: Gustav Klimt (1913)

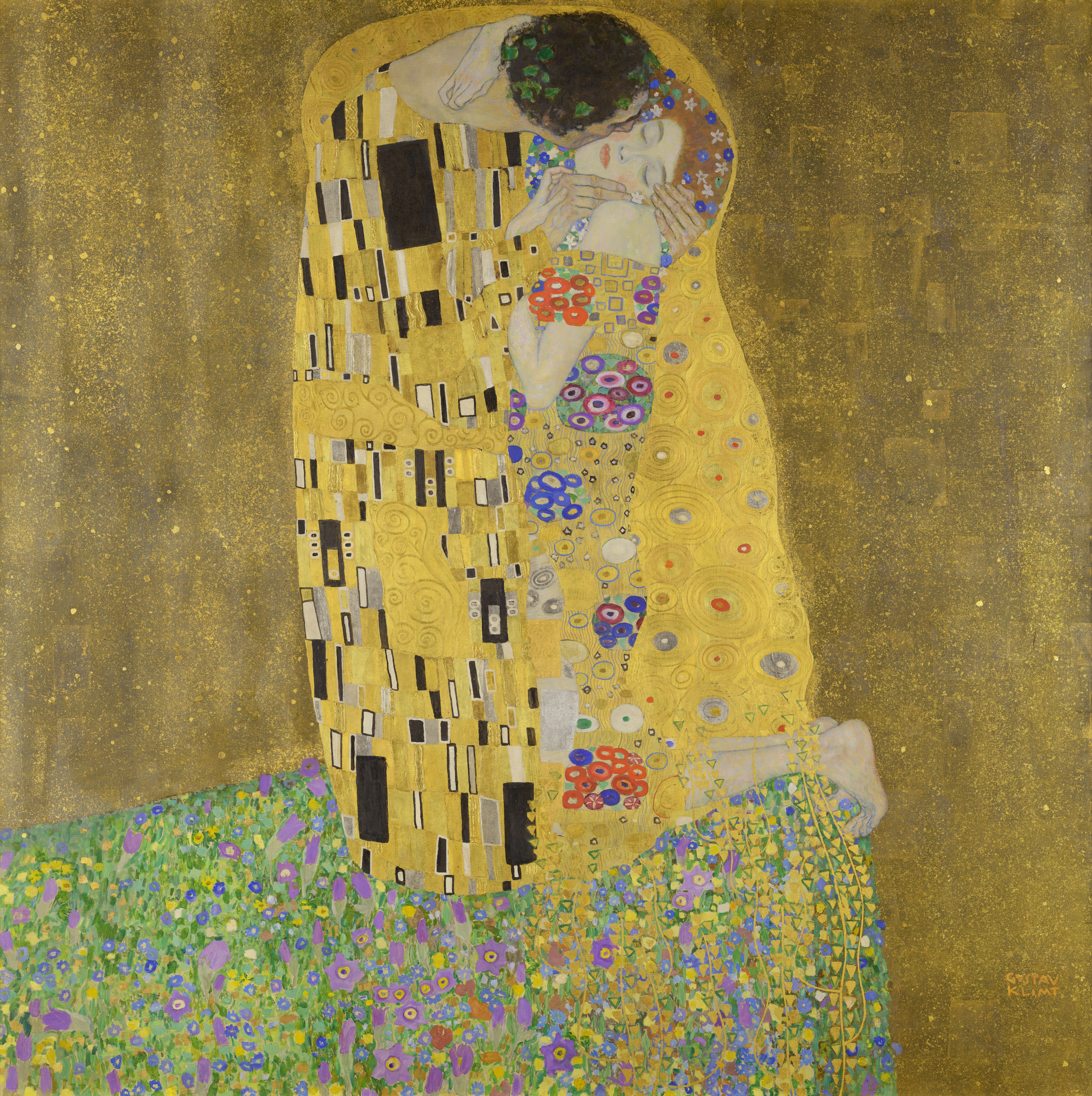
Gustav Klimt: Polibek (1907–1908)

Roku 1887 Klimt dostal zakázku na vytvoření obrazu představujícího interiér císařského divadla, za který dostal císařské ocenění. Na sklonku roku 1892 zemřel umělcův otec a nedlouho po něm i mladší bratr Ernst.
Projekt stropních maleb do haly Vídeňské univerzity, který představili Klimt a Matsch, nepřijala porota v roce 1894. Klimt, Joseph Maria Olbrich a Josef Hoffmann spolu s několika dalšími umělci založili roku 1897 sdružení Vídeňská secese. V témže roce namaloval Klimt své první krajinomalby.
Roku 1898 umělec realizoval plakát pro první výstavu sdružení Vídeňská secese a zúčastnil se přípravy časopisu Ver Sacrum. Ve vášnivé polemice o obrazu určeném pro Vídeňskou univerzitu Klimta roku 1900 horlivě bránil Franz Wickhoff. Obraz získal zlatou medaili na Světové výstavě v Paříži. V roce 1905 Klimt odkoupil od státu všechny obrazy určené pro univerzitu, opustil sdružení Vídeňská secese a založil novou skupinu – Kunstschau. Na IX. Bienále v Benátkách se v roce 1910 setkal s velkým úspěchem. V roce 1911 získal v Římě první cenu za Život a smrt. Roku 1917 byl jmenován čestným členem Akademie výtvarných umění ve Vídni a v Mnichově. 
Měl vlivné postavení v umění monarchie a byl oblíbeným portrétistou vídeňské společnosti. Patří mezi klíčové postavy v rakouských dějinách umění.

## Smrt
11. ledna 1918 Klimta v jeho ateliéru ranila mrtvice. Ochrnul na polovinu těla a byl převezen do vídeňského sanatoria, tam 6. února 1918 zemřel na zápal plic způsobený epidemií španělské chřipky. Do márnice Všeobecné vídeňské nemocnice o den později přispěchá Egon Schiele, který nakreslí Klimtův posmrtný portrét. Gustav Klimt je následně 9. února pochován na vídeňském hřbitově v Hietzingu.

## Dílo
- Hudba I (1895)
- Hudba I (1895) (1899)
- Judita a Holofernes I (1904–1905)
- Vodní had I (1904–1907)
- Tři období života ženy (1905)
- Polibek (1907–1908)
- Danae (1907–1908)
- Hygieia (1907)
- Zlatá Adele – Portrét Adele Bloch-Bauer (1907)
- Smrt a život (1911), další úpravy obrazu pokračovaly do roku 1915

## Zastoupení ve světových muzeích
- Česká republika: Národní galerie v Praze; Galerie výtvarného umění v Ostravě; Moravská galerie v Brně
- Francie: Paříž – Musée d'Orsay; Štrasburk – Musée des Beaux-Arts
- Itálie: Benátky – Galleria d’Arte Moderna; Řím – Galleria Nazionale d’Arte Moderna
- Kanada: Ottawa – The National Gallery of Canada
- Německo: Mnichov – Neue Pinakothek
- Rakousko: Linec – Neue Galerie der Stadt Linz – Wolfgang Gurlitt Museum; Vídeň – Albertina Graphische Sammlung – Österreichische Galerie – Historisches Museum der Stadt Wien – Österreichische Nationalbibliothek – Österreichisches Museum für angewandte Kunst (Belvedere) – Zentralsparkasse der Gemeinde
- USA: New York – The Museum of Modern Art

## Zajímavosti
Na jeho počest a připomenutí byl jeho jménem dříve pojmenován expresní vlak rakouských spolkových drah, který jezdil z Grazu přes Vídeň, Břeclav, Brno a Českou Třebovou na pražské hlavní nádraží.
Obraz Portrét Adele Bloch-Bauer I (také zvaný Zlatá Adéla) zakoupil v roce 2006 Ronald Lauder za 135 milionů amerických dolarů (asi tři miliardy Kč), čímž se stal nejdražším zobchodovaným obrazem. Později v roce 2006 byl tento rekord překonán díly Willema de Kooninga a Jacksona Pollocka, i tak tento portrét zůstává na třetí příčce.

## Galerie

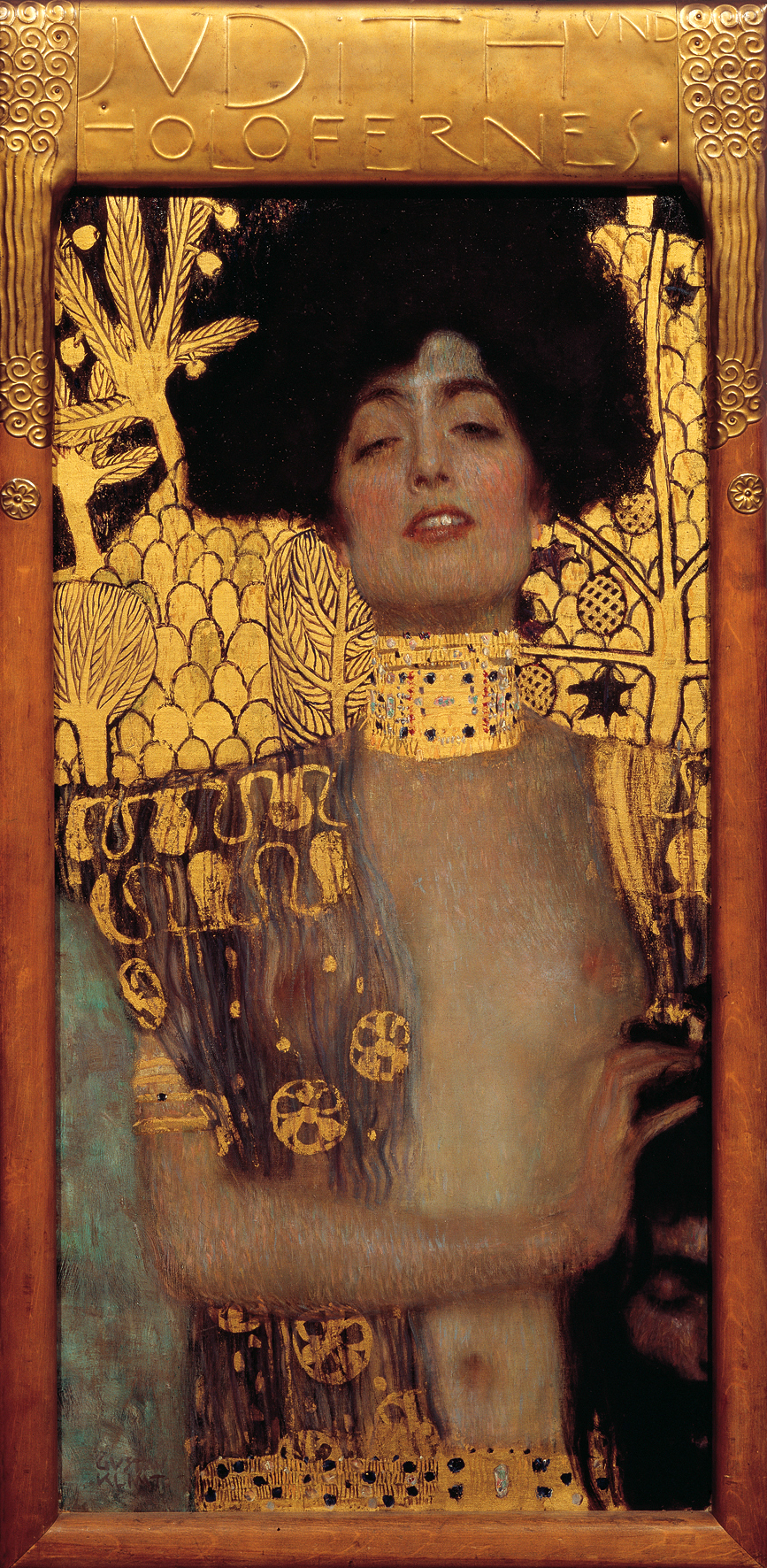
Judith (1901)
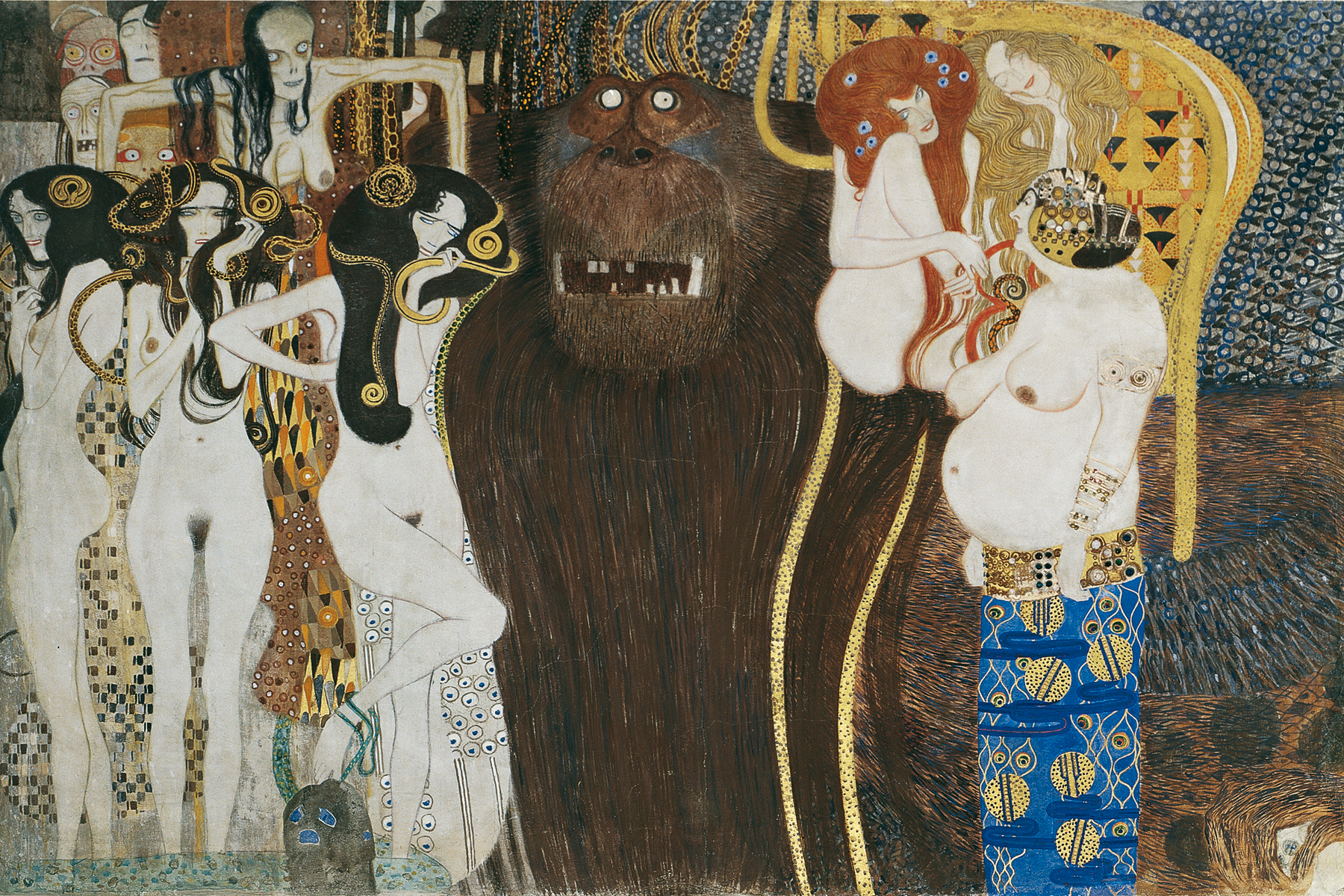
Beethovenfries (1902), detail
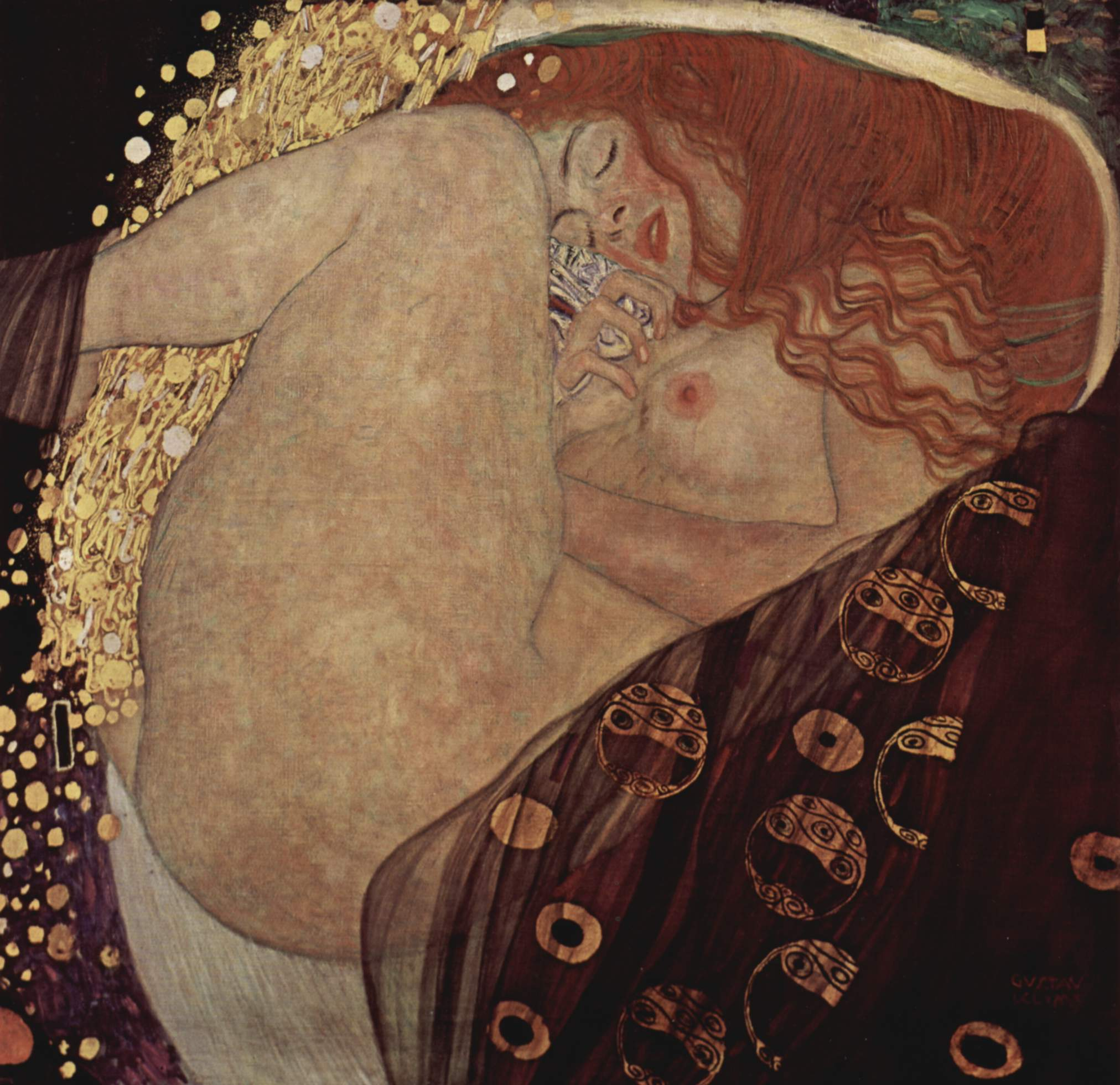
Danae
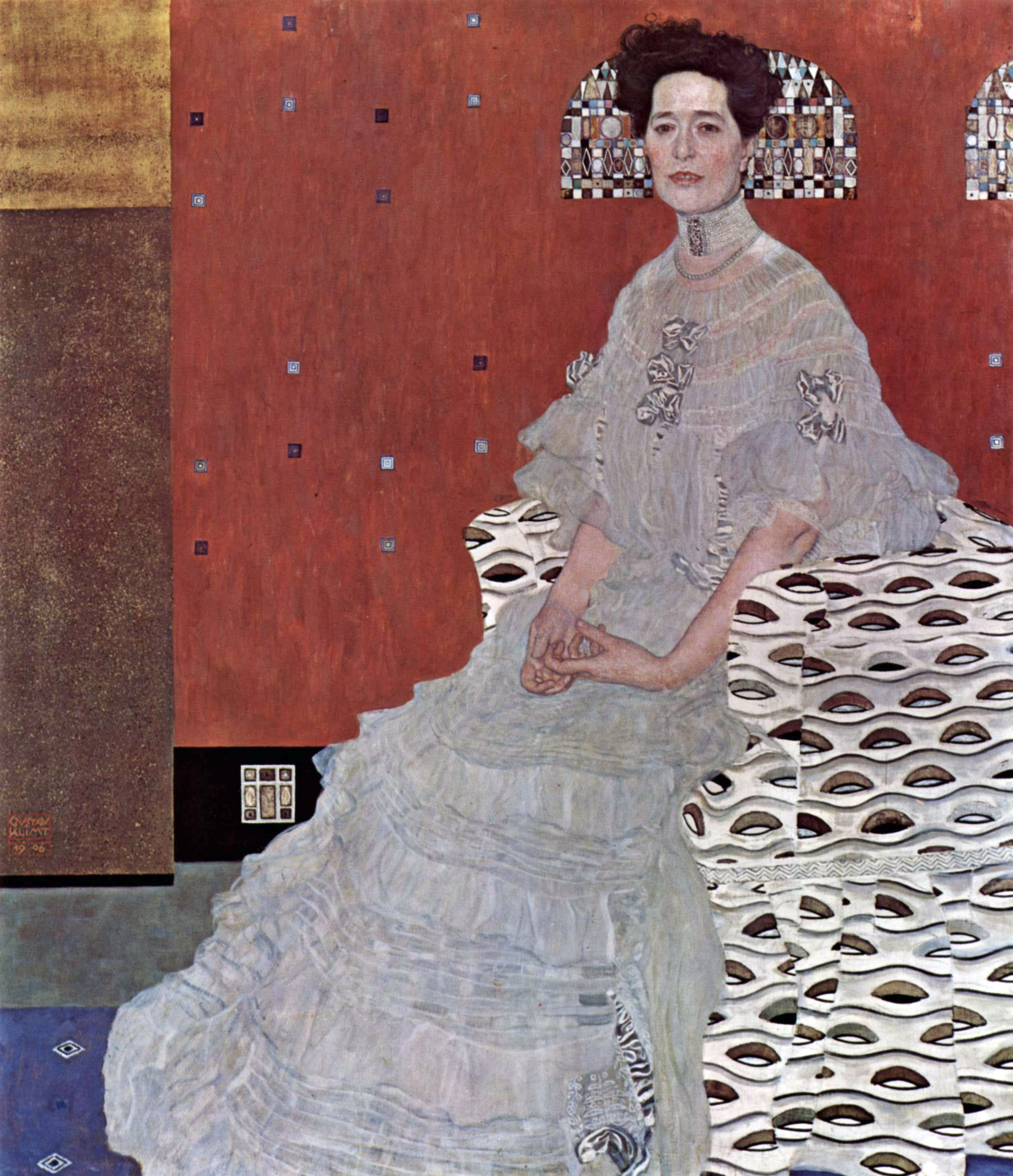
Portrét Fritza Riedlerové
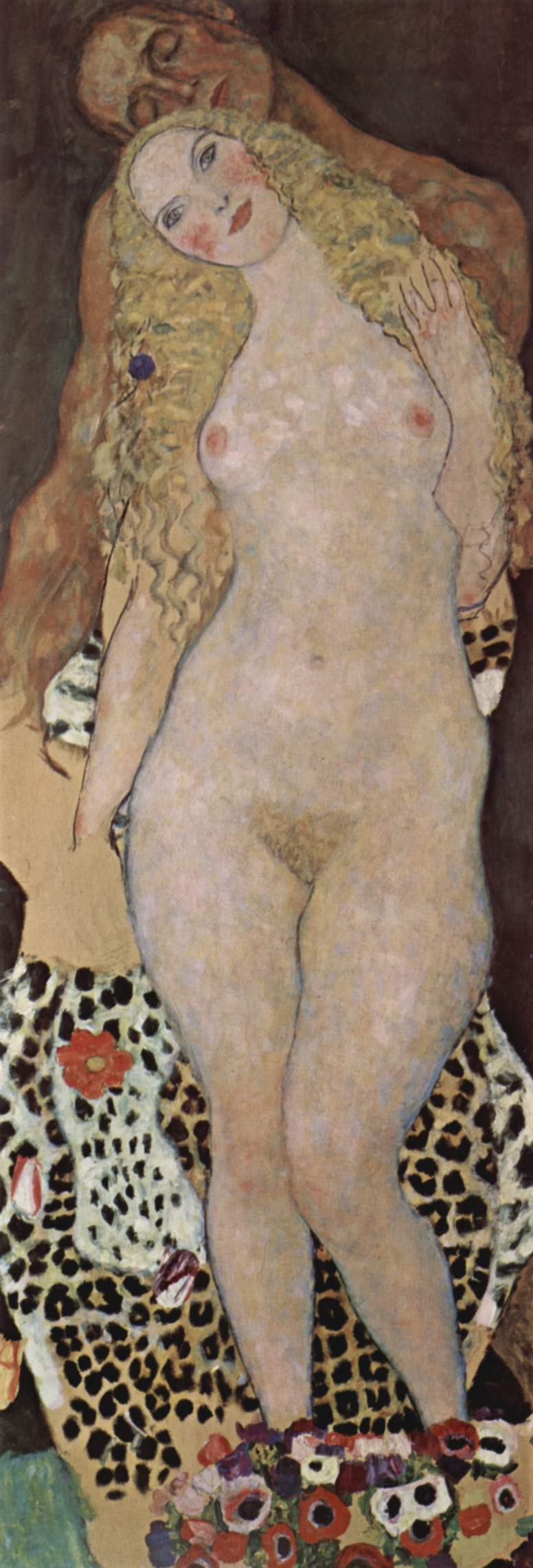
Adam a Eva
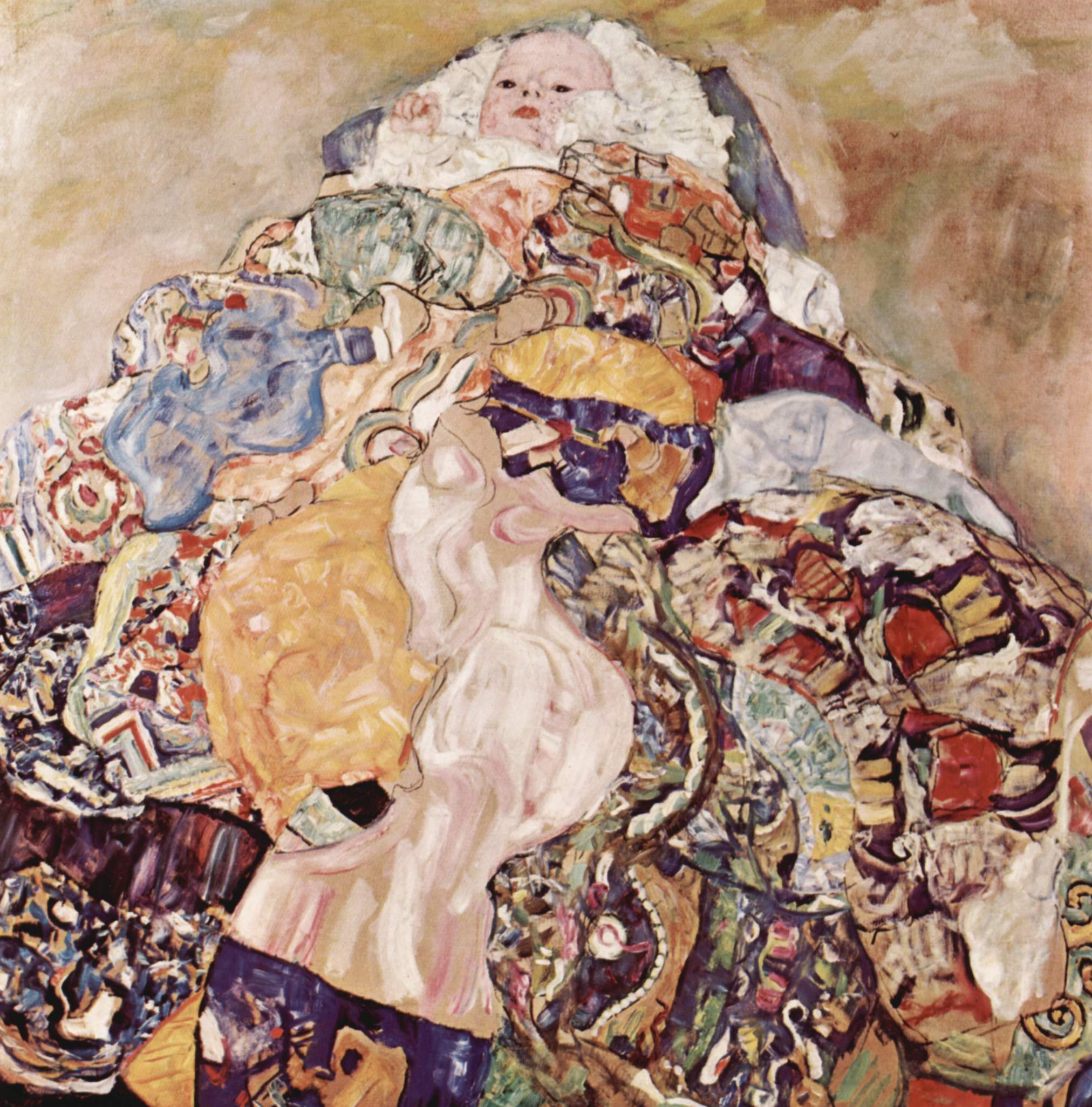
Baby
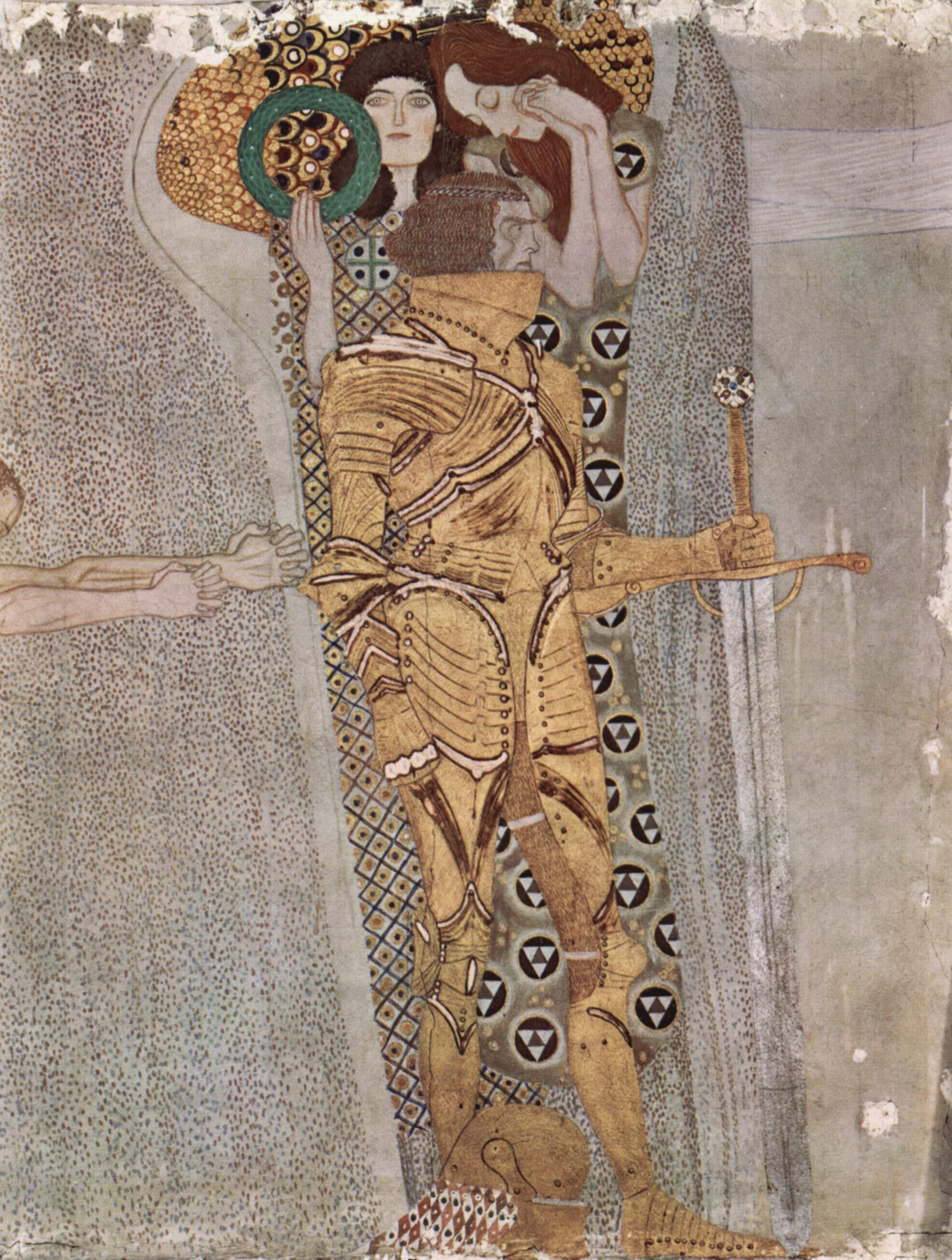
Beethovenfries, detail
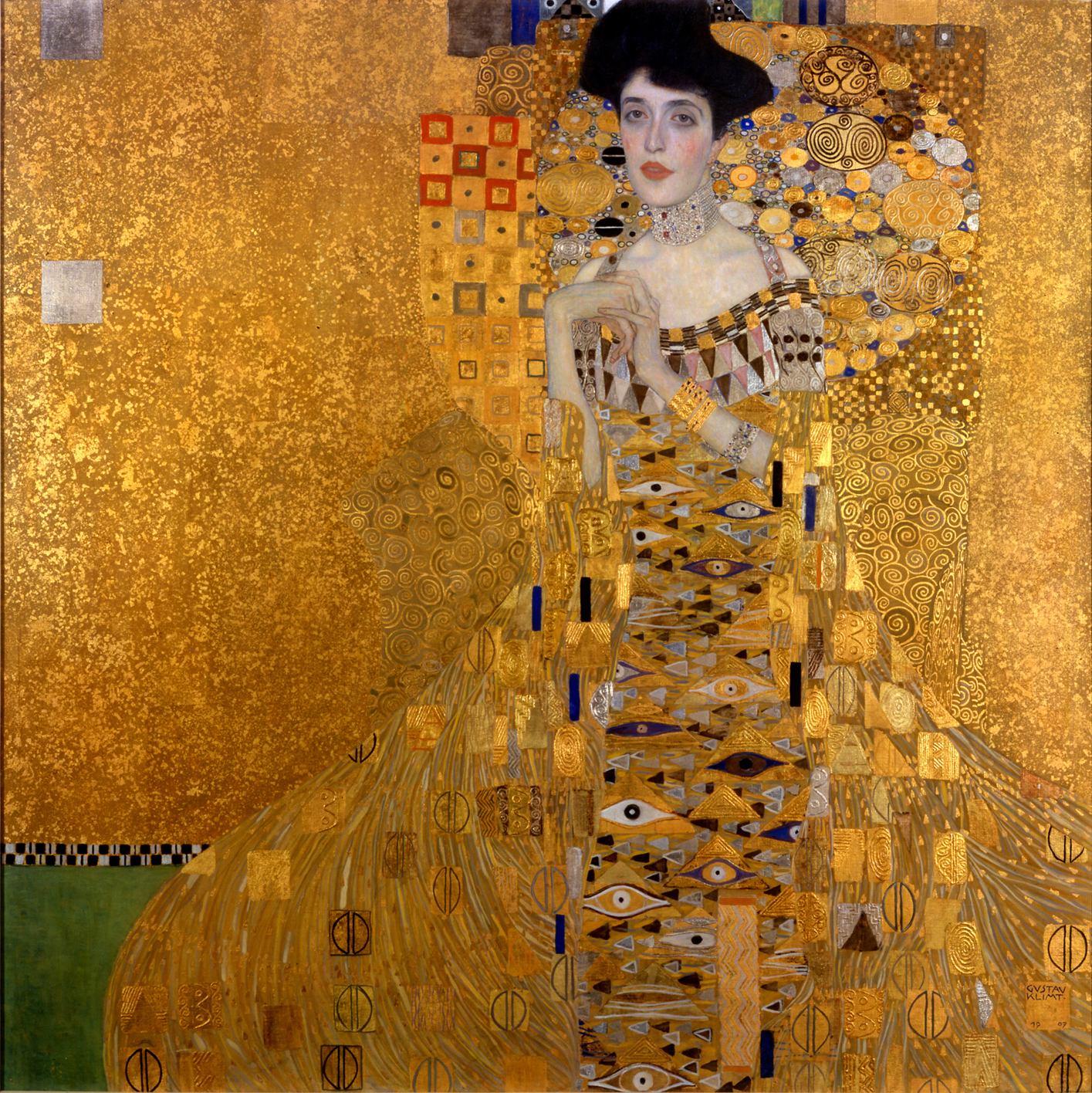
Zlatá Adéla – Portrét Adele Bloch-Bauer (1907)
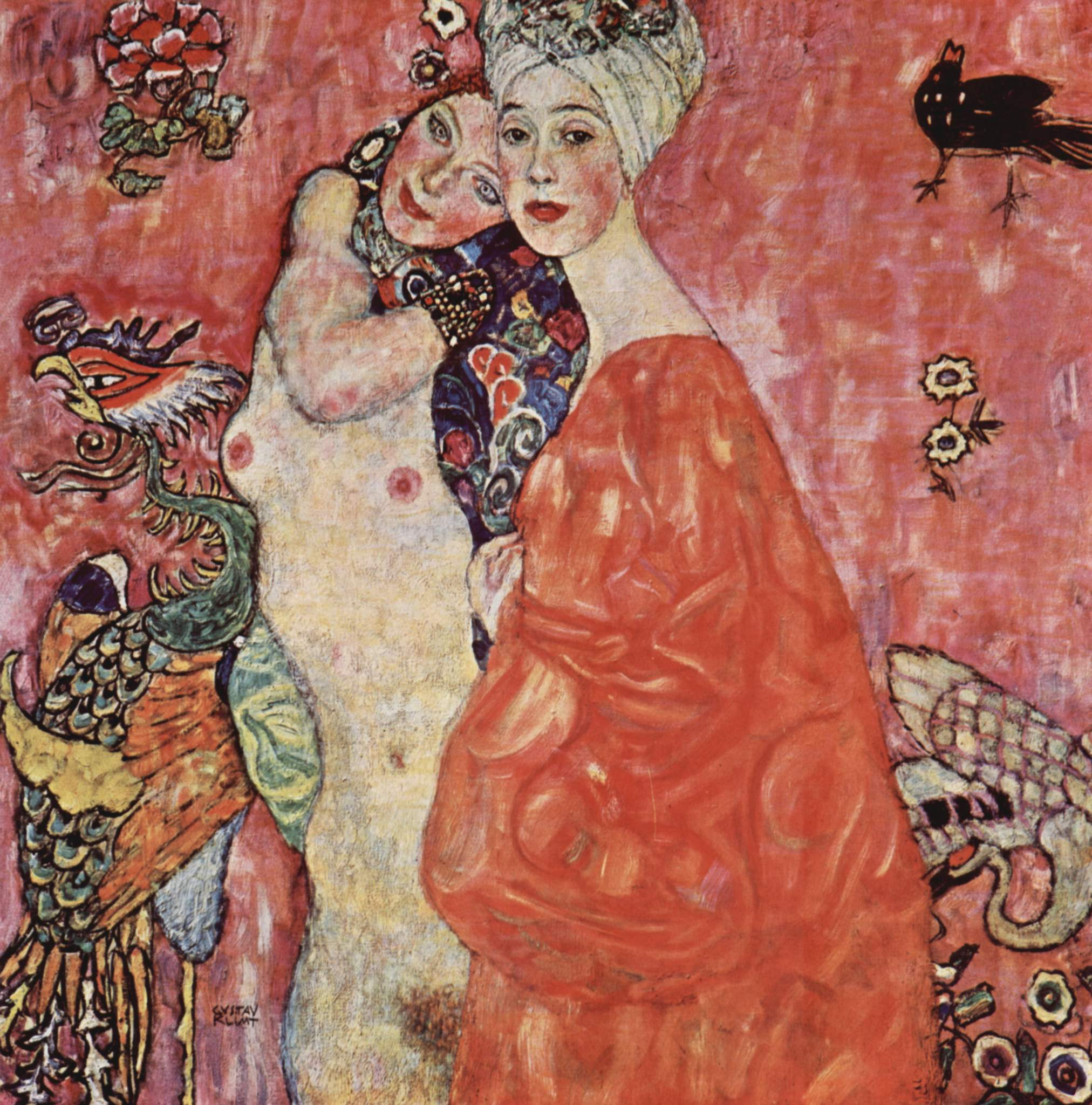
Přítelkyně
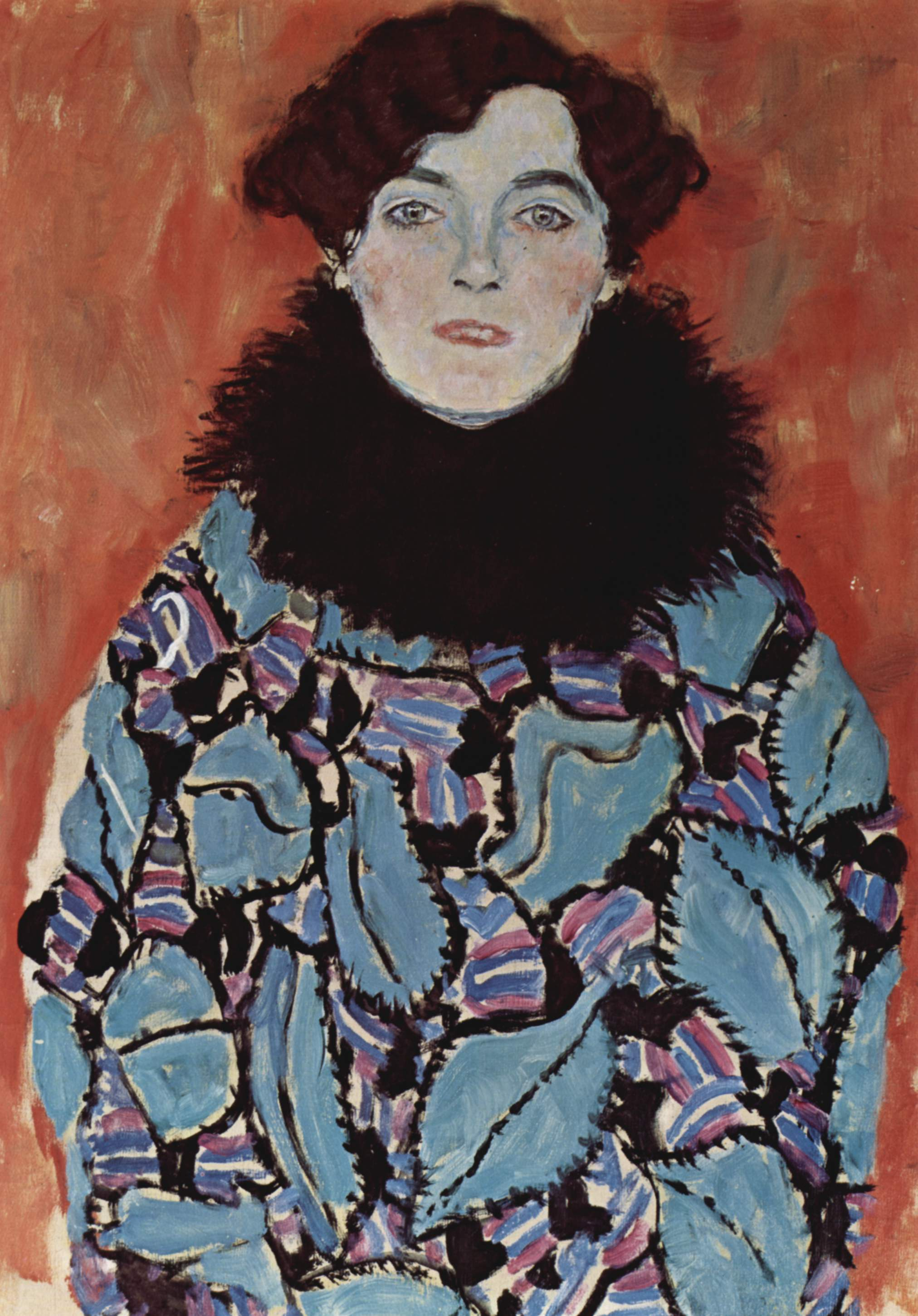
Portrét Johanne Staud
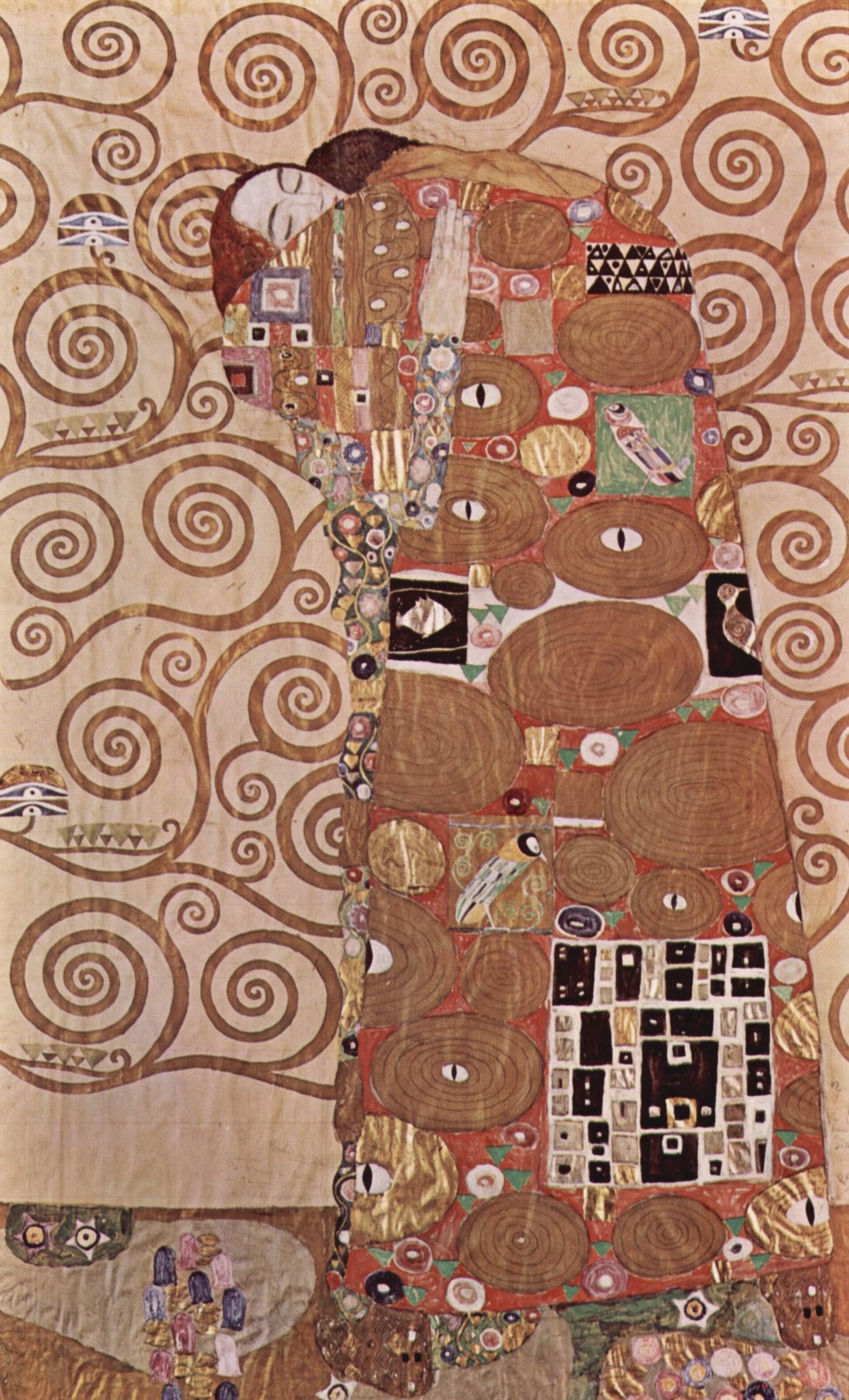
Objetí